# Fraurombach
Fraurombach ist ein Stadtteil von Schlitz im mittelhessischen Vogelsbergkreis.

## Geografie
Der Ort liegt südöstlich von Schlitz an der Fulda. Südwestlich des Dorfes verläuft die Landesstraße 3176, die Fraurombach mit Hutzdorf und Michelsrombach (Stadt Hünfeld) verbindet. Etwa 500 m östlich des Ortsrands, in Richtung Michelsrombach, quert die Schnellfahrstrecke Hannover–Würzburg mit der Rombachtalbrücke das Rombachtal.

## Ortsgeschichte

### Mittelalter
Die älteste Erwähnung eines Ortes „Ruochenbach“ stammt aus der Zeit zwischen 794 und 800. Die historische Quelle findet sich in einem Kopiar, das um 1200 entstand. Diese ist der Bericht des Eigils über das Leben des vierten Abtes von Fulda Sturmius. Darin geht es um die Suche nach einem geeigneten Platz zur Errichtung einer Einsiedelei, die 742/43 in Haerulfisfeld errichtet wurde. Dabei fanden die Mönche einen Ort, der Ruochenbach genannt wurde (... in loco qui Ruochenbach dicitur).
Die Originalstelle aus der "Vita Sturmi" lautet:
"Navem egressi perambulantes circumquaque et considerantes terram, montes, colles, superioraet inferiora explorantes, ubi Dominus servis suis in solitudine ad inhabitandum demonstraret locum, tertio demum die adlocum pervenerunt, ubi flumen quod dicitur Luodera intrat in Fuldam.
Inde reversa nave coeperunt ad propriam remeare cellam, nihil tale reperientes, quod eorum placuisset obtutibus, praeter quod paulisper demorati sunt in loco qui dicitur Ruohenbach, ubi eis visum fuerat posse servos Dei utcumque sum fuerat posse servos Dei utcumque esse, non tarnen per omnia aestimantes venerando episcopo placuisse."
Im Jahre 980 werden die Gewässernamen Fulda und Ruhunbach in einer Urkunde erwähnt: „de Vulda in Ruhunbach.“.
Erst seit dem 14. Jahrhundert findet man eine Differenzierung des Ortsnamens
statt. Zuerst unterschied man zwischen den Orten Michelsrombach (1345) und Fraurombach. Die Unterscheidung erfolgte hier nach der Lage der Siedlungen am Ober- und Unerlauf des Rombachs: Fraurombach war 1343: „inferioiri Ruhembach“ (das untere Rombach), Michelsrombach 1345: „superior villa Rombach“ (das obere Rombach). Beide Orte an der Rombach wurden am Ende des 15. Jahrhunderts nach ihrem jeweiligen Kirchenpatrozinium umbenannt. 1498 findet sich in einem Kopiar, das um 1500 entstand, der Eintrag: „michels- vnd frawen Rombach“. Die Kirchenpatrozinien waren Sankt Michael und die Jungfrau Maria. Der dritte Ort an der Rombach, Oberrombach (Hünfeld) kann seinen Namen erst erhalten haben, nachdem aus dem früheren oberen Rombach Michelsrombach geworden war. 1552: „Obernrombach“. 1596 wird auch dieser Ortsname zeitweise nach dem dortigen Patronzinium genannt: „Johannes Rombach“.
Die weitere Entwicklung des Ortsnamens von Niederrombach zu Fraurombach ist kurz skizziert. In einem Kopiar, das zwischen 1350 und 1400 angelegt wurde, findet sich „... zcu nydern Rombach“. 1470 lautet dann ein kopialer Eintrag „... zuo Frauoen Rombach.“ 1613 wird Fraw Rombach urkundlich erwähnt.
Die Namensforschung überträgt den Gewässernamen Rombach als Ableitung des Rufnamens „Ruoho“.

### Neuzeit
Am 20. September 1578 versprach Hans von Schlitz, dem Eustachius von Schlitz, genannt von Görtz, die von ihm empfangenen Güter in Bernshausen, Fraurombach, Pfordt und Üllershausen wieder zurückzugeben, falls er es verlange.
Fraurombach gehörte zur Herrschaft Schlitz. Hier galten die Schlitzer Verordnungen aus dem 18. Jahrhundert zusammen mit Teilen des Fuldischen Rechts als Partikularrecht. Das Gemeine Recht galt nur, soweit diese speziellen Regelungen für einen Sachverhalt keine Bestimmungen enthielten. Dieses Sonderrecht behielt seine Geltung auch während der Zugehörigkeit zum Großherzogtum Hessen im 19. Jahrhundert. In der gerichtlichen Praxis wurden die Verordnungen aber nur noch selten angewandt. Das Partikularrecht wurde zum 1. Januar 1900 von dem einheitlich im ganzen Deutschen Reich geltenden Bürgerlichen Gesetzbuch abgelöst.
Am 31. Dezember 1971 wurde Fraurombach im Zuge der Gebietsreform in Hessen in die Stadt Schlitz eingegliedert.

## Einwohnerzahlen
| Fraurombach: Einwohnerzahlen von 1834 bis 2018 | Fraurombach: Einwohnerzahlen von 1834 bis 2018 | Fraurombach: Einwohnerzahlen von 1834 bis 2018 | Fraurombach: Einwohnerzahlen von 1834 bis 2018 | Fraurombach: Einwohnerzahlen von 1834 bis 2018 |
| --- | ---------------------------------------------- | ---------------------------------------------- | ---------------------------------------------- | ---------------------------------------------- |
| Jahr |                                                |                                                |                                                | Einwohner                                      |
| 1834 | 1834                                           |                                                | 324                                            | 324                                            |
| 1840 | 1840                                           |                                                | 304                                            | 304                                            |
| 1846 | 1846                                           |                                                | 281                                            | 281                                            |
| 1852 | 1852                                           |                                                | 269                                            | 269                                            |
| 1858 | 1858                                           |                                                | 279                                            | 279                                            |
| 1864 | 1864                                           |                                                | 247                                            | 247                                            |
| 1871 | 1871                                           |                                                | 248                                            | 248                                            |
| 1875 | 1875                                           |                                                | 244                                            | 244                                            |
| 1885 | 1885                                           |                                                | 234                                            | 234                                            |
| 1895 | 1895                                           |                                                | 243                                            | 243                                            |
| 1905 | 1905                                           |                                                | 226                                            | 226                                            |
| 1910 | 1910                                           |                                                | 225                                            | 225                                            |
| 1925 | 1925                                           |                                                | 229                                            | 229                                            |
| 1939 | 1939                                           |                                                | 225                                            | 225                                            |
| 1946 | 1946                                           |                                                | 301                                            | 301                                            |
| 1950 | 1950                                           |                                                | 310                                            | 310                                            |
| 1956 | 1956                                           |                                                | 273                                            | 273                                            |
| 1961 | 1961                                           |                                                | 249                                            | 249                                            |
| 1967 | 1967                                           |                                                | 247                                            | 247                                            |
| 2018 | 2018                                           |                                                | 231                                            | 231                                            |
| Datenquelle: Historisches Gemeindeverzeichnis für Hessen: Die Bevölkerung der Gemeinden 1834 bis 1967. Wiesbaden: Hessisches Statistisches Landesamt, 1968. Weitere Quellen: LAGIS 2018: |                                                |                                                |                                                |                                                |

## Sehenswürdigkeiten
Für die unter Denkmalschutz stehenden Gebäude des Ortes siehe die Liste der Kulturdenkmäler in Fraurombach.
- die evangelische Kirche mit ihren Wandmalereien mit Szenen aus dem Leben des Heraklius um 1330[18]
- das Dorfmuseum
- der historische Brunnen in der Ortsmitte
- die Dorf-Linde
- die Rombachtalbrücke (95 m hohe Eisenbahnbrücke über das Rombachtal)

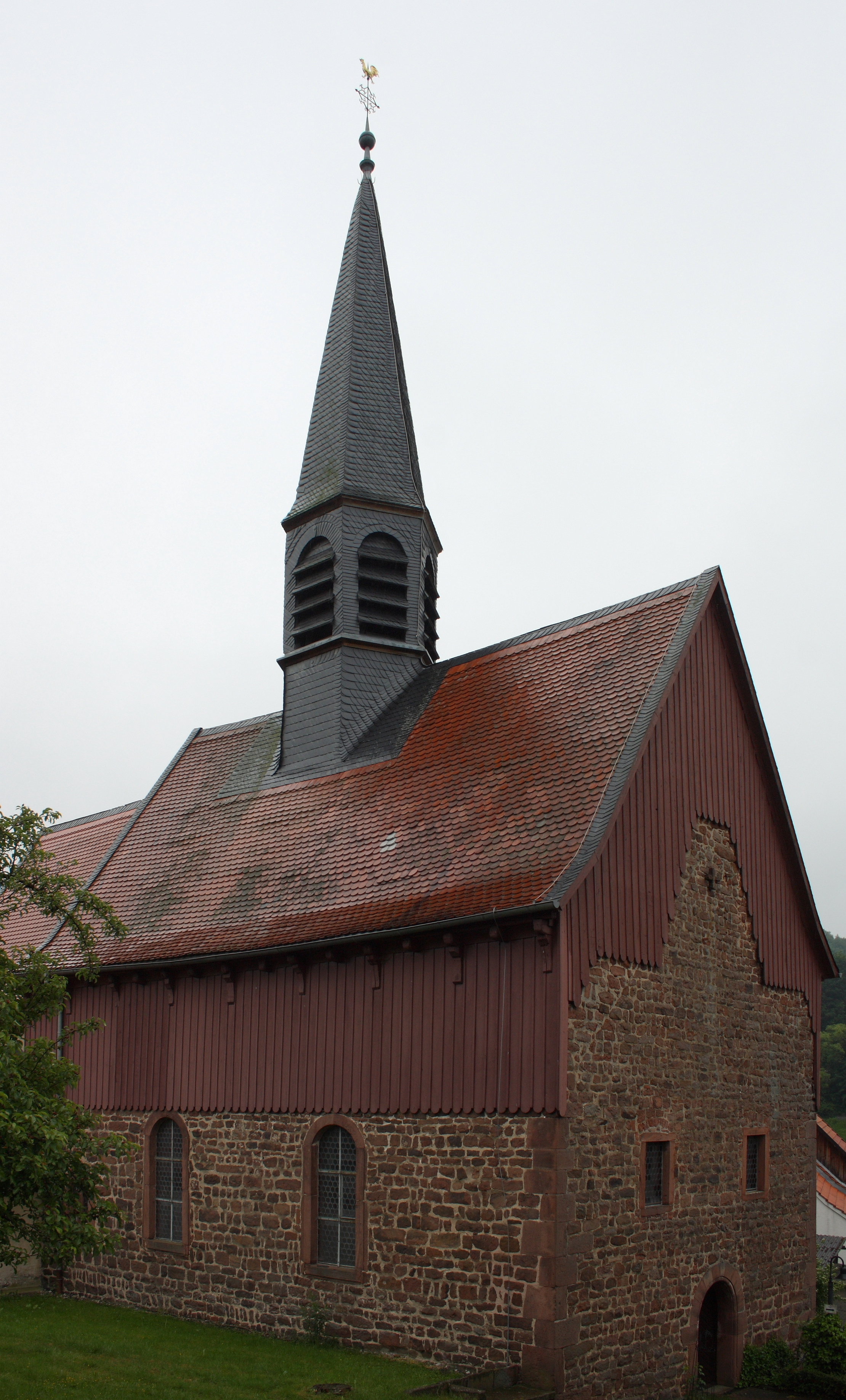
Evangelische Kirche
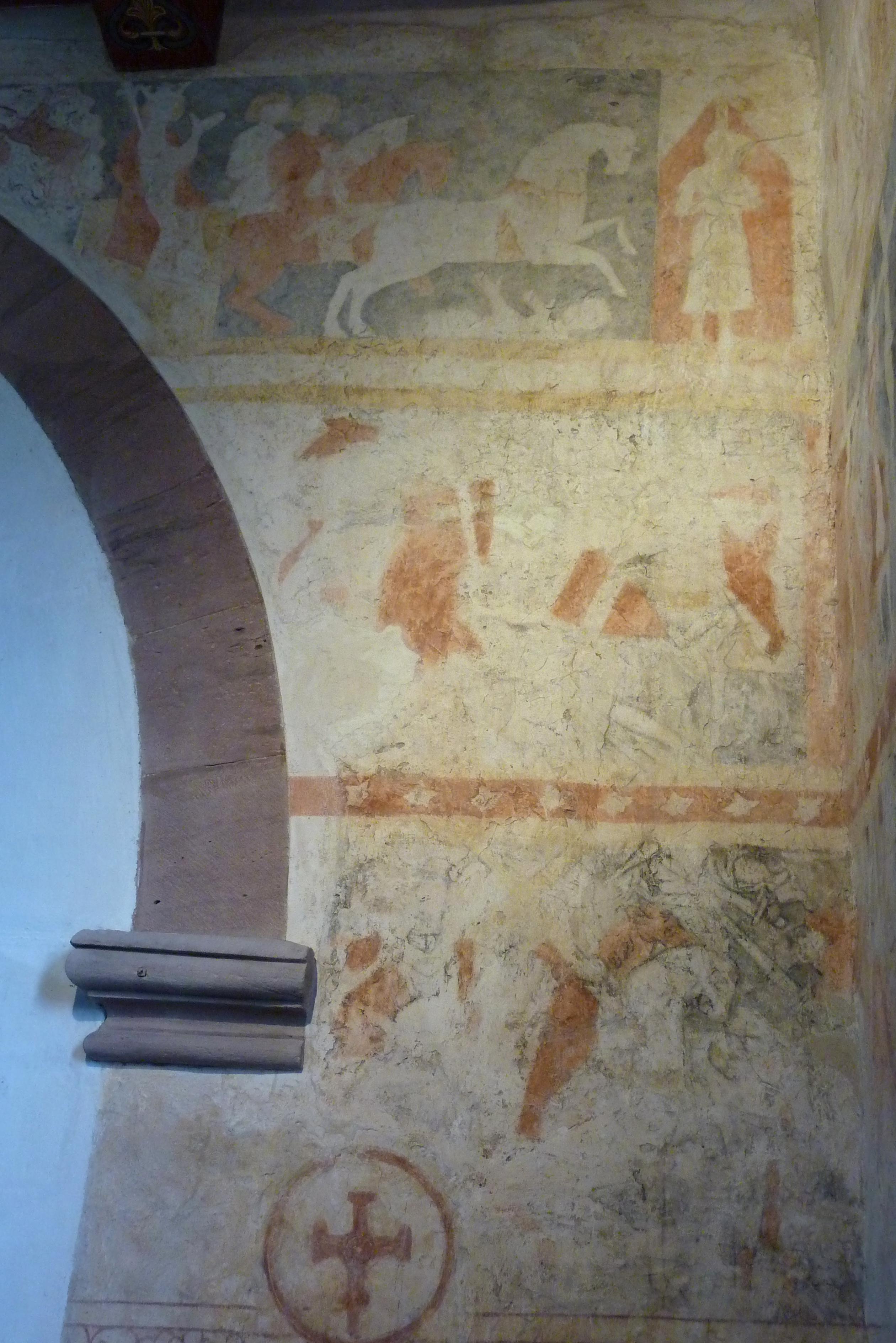
Wandmalereien in der evangelischen Kirche
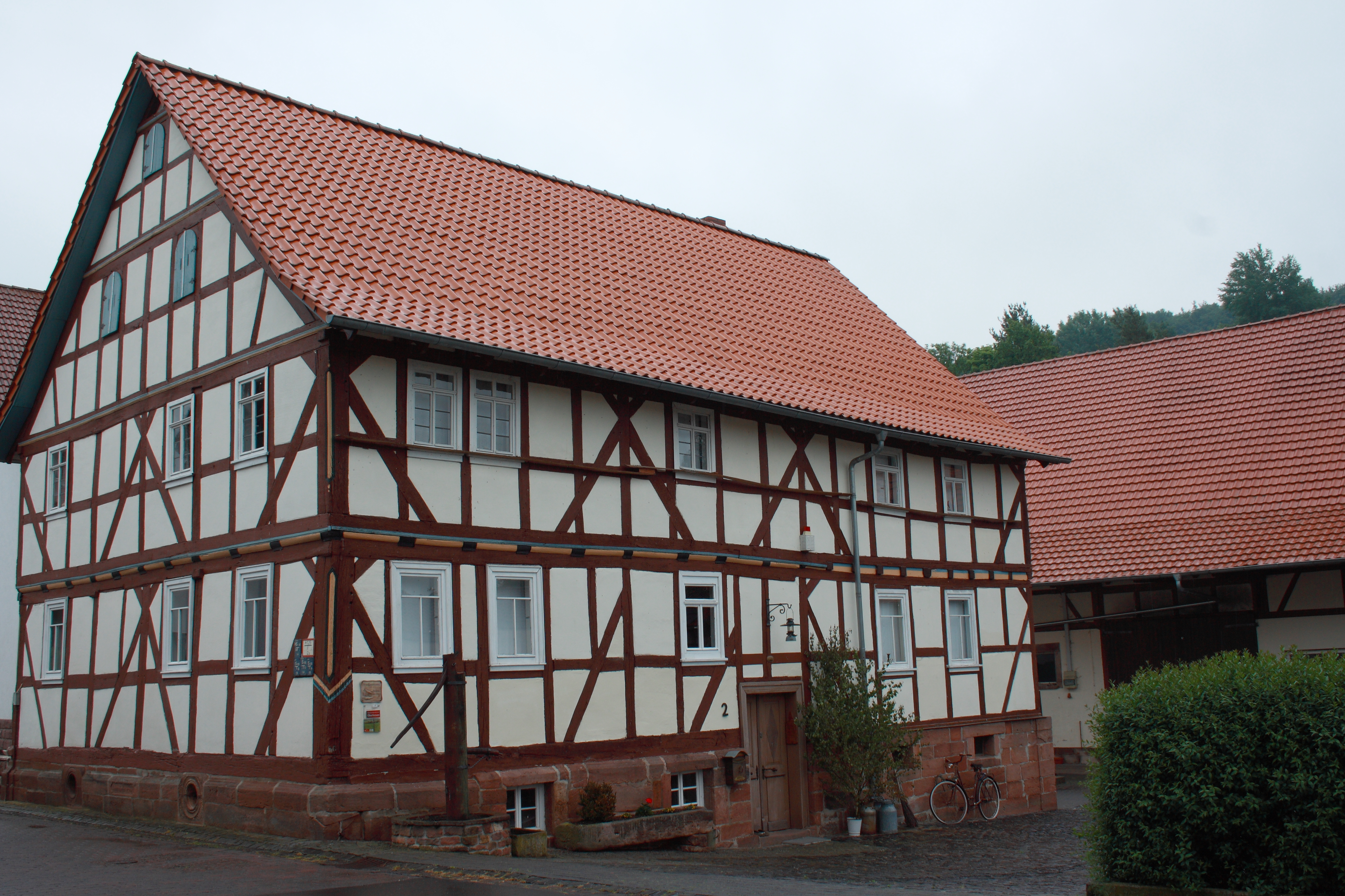
Dorfmuseum Buisch ahl Huss
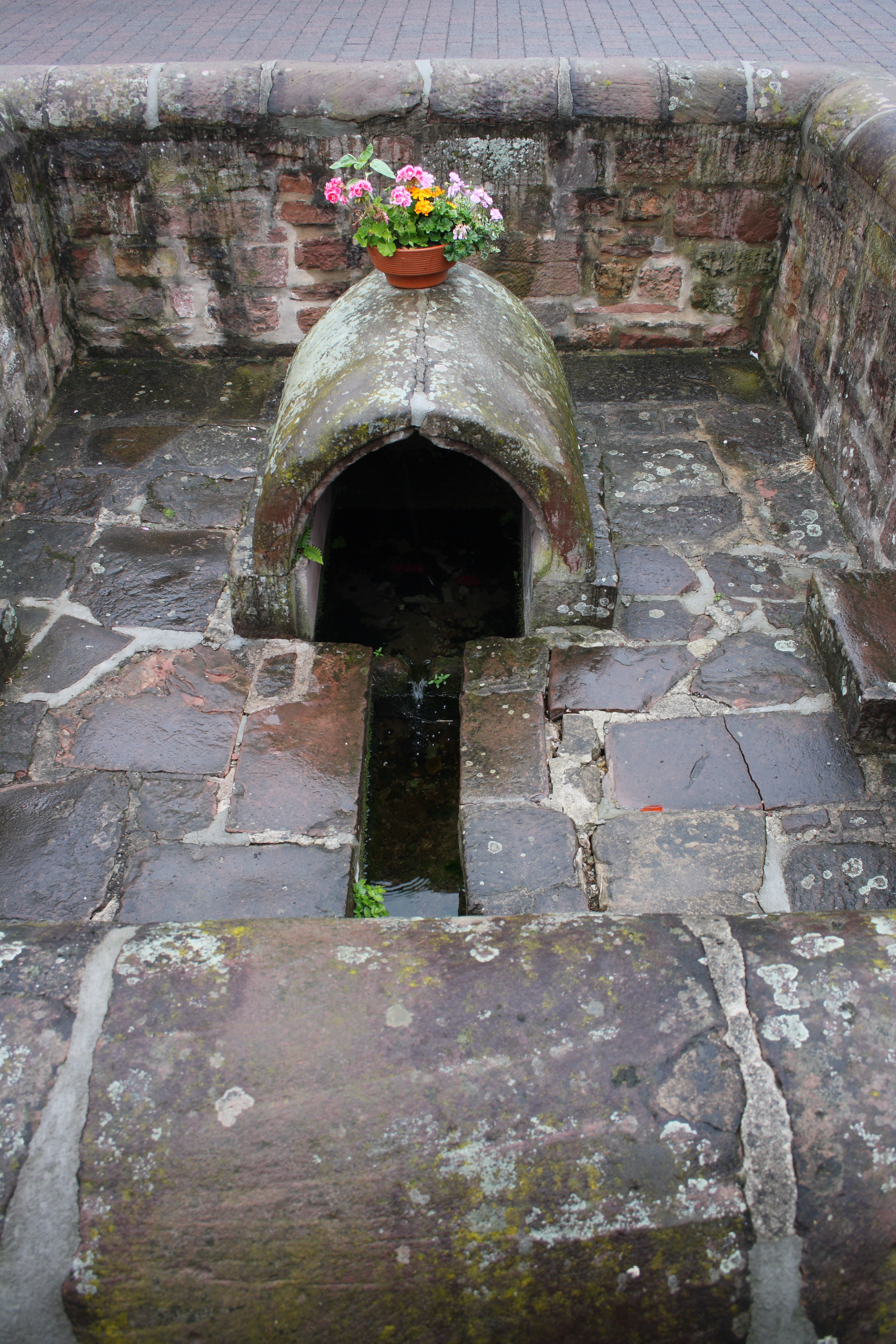
Brunnen

Vereine:
- Fraurombacher Mulche (Kirmesburschen)
- Schützenverein Fraurombach
- Freiwillige Feuerwehr Fraurombach
- Jugendfeuerwehr Fraurombach
- Gemischter Chor Fraurombach

## Politik
Ortsvorsteher ist Manfred Klein. (Stand März 2023)